# 吕克-阿尔莫
吕克-阿尔莫（法語：Luc-Armau，法語發音：[lyk aʁmo]）是法国大西洋比利牛斯省的一个市镇，属于波城区。该市镇于1831年由原市镇吕克（Luc）和阿尔莫（Armau）合并而成。

## 地理
吕克-阿尔莫（43°25'35"N, 0°4'17"W）面积5.85 平方千米，位于法国新阿基坦大区大西洋比利牛斯省，该省份为法国东南部省份，涵盖了贝阿恩与北巴斯克，西临大西洋比斯開灣，北至朗德省，东北接热尔省，东临上比利牛斯省，南与西班牙接壤。
与吕克-阿尔莫接壤的市镇（或旧市镇、城区）包括：维杜兹、巴西永-沃泽、邦塔尤-塞雷、朗贝、吕卡雷、佩尔隆格-阿博斯。

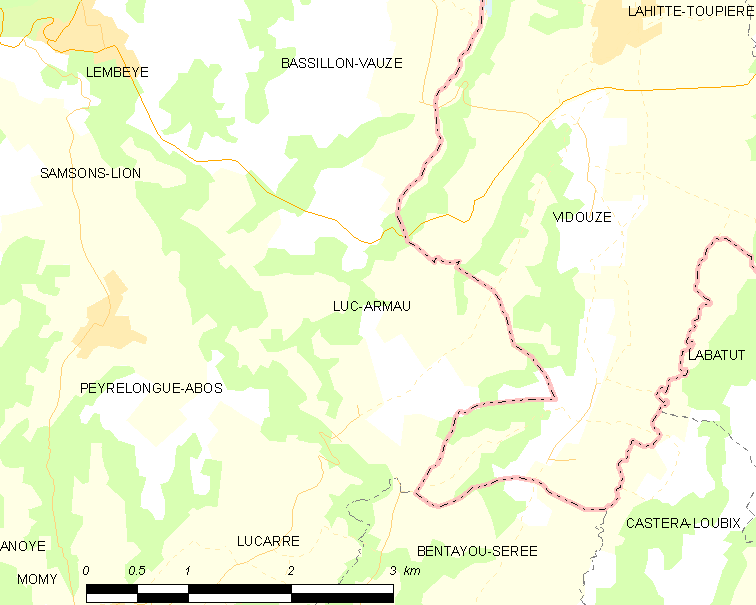
吕克-阿尔莫的OSM定位图

吕克-阿尔莫的时区为UTC+01:00、UTC+02:00（夏令时）。

## 行政
吕克-阿尔莫的邮政编码为64350，INSEE市镇编码为64356。

## 政治
吕克-阿尔莫所属的省级选区为吕伊河土地和维克比伊山坡县。

## 人口

1962-2008年间吕克-阿尔莫人口变化图示

吕克-阿尔莫于2022年1月1日时的人口数量为106人。